# 柳江盆地地质遗迹国家级自然保护区
柳江盆地地质遗迹国家级自然保护区，位于河北省秦皇岛市海港区石门寨镇上庄坨村（原属抚宁县），是中华人民共和国国家级自然保护区。

## 简介
柳江盆地地质遗迹国家级自然保护区是秦皇岛柳江国家地质公园的核心景区，位于秦皇岛市海港区石门寨镇和驻操营镇。柳江盆地内分布有太古代、元古代、古生代、中生代、新生代地质地层，具备三套地层、三大岩类、六大不整合面、众多古生物化石以及丰富的地质构造现象和地貌类型，系统完整记录了25亿年来地理环境变迁、地壳演化、生物进化的历史，被学术界誉为“ 地学百科全书” 。主要特色为古生物化石、地层遗迹、岩溶地貌、花岗岩地质地貌，号称“ 地球地质博物馆” 、“地学研究的实验室和自然博物馆”。2002年，秦皇岛柳江国家地质公园被批准建立，是中国第二批33个国家地质公园之一。地质公园及其外围有岩溶作用形成的溶洞、象鼻山、天井、石崖、溶沟等等，有流水作用形成的跌水、离堆山、河流阶地等等，有海洋地质作用形成的海蚀拱桥、海蚀崖、海蚀沟槽、海蚀洞穴、海蚀海积阶地、波切台、大潮坪等等，以及其他地质遗迹。可概括为：距今25到16亿年间混合花岗岩构成北戴河、山海关旅游区的地质背景，距今5.4到2.5亿年间古海洋沉积的石灰岩形成象鼻山、溶洞等岩溶地貌，距今2.5亿到6500万年间中生代花岗岩山体形成山地旅游景观，现代海洋地质作用形成了中国最大的沿海沙丘和潟湖，以及各种海蚀、海积地貌景观。
1869年，李希霍芬来柳江盆地开展煤田地质调查，1919年，刘季辰、叶良辅等人建立亮甲山组层型剖面，1922年，德国地质学家马底幼在柳江盆地研究柳江灰岩、砂岩。1982年，中国地质学会60周年大会在北戴河召开并考察柳江盆地。1993年，第30届世界地质大会将柳江盆地作为专程考察路线。2000年，第六届国际古植物学大会在秦皇岛举行。柳江盆地是大中专院校地质、地理、资源、环境、工程建筑等专业的实习基地，是中国地质类高校教育实习基地及地学科研单位研究基地，又被称为“地质教育第二课堂”、“哺育地学人才的摇篮”。1923年，北京大学地质系孙云铸率杨钟健等五名学生来柳江盆地开展野外地质实习。中华人民共和国成立以来，北京大学、中国地质大学、西北大学、中国科学院等70多所大专院校及科研单位在秦皇岛开展专题研究和教学实习。曾来柳江盆地的知名研究人员有李希霍芬、翁文灏、丁文江、孙云铸、刘季辰、叶良辅、马底幼、黄汲清、程裕淇、张文佑、陈国达等等。
2005年7月23日，国务院办公厅《关于发布河北柳江盆地地质遗迹等17处新建国家级自然保护区的通知》（国办发〔2005〕40号），同意国家环境保护总局关于新建河北柳江盆地地质遗迹等17处国家级自然保护区的意见，并予发布。柳江盆地地质遗迹国家级自然保护区由此新建。
2005年8月9日，国家环境保护总局局函（环函〔2005〕314号）《关于发布河北柳江盆地地质遗迹等17处新建国家级自然保护区面积、范围及功能分区等有关事项的通知》，规定河北柳江盆地地质遗迹国家级自然保护区总面积1395公顷（其中核心区面积476公顷，缓冲区面积516公顷，实验区面积403公顷），主要保护对象是标准地质剖面、典型地质构造等地质遗迹。范围在东经119°30'至119°40'，北纬40°02'至40°14'之间，共由四个相对独立的分区组成：
- （1）东部落—潮水峪—砂锅店区：“总面积857公顷。东起张岩子村西坡脚，沿280°轴向至东部落村北500米处，南北宽500—900米；再向西，沿近东西走向至石岭村南500米处，长3750米，南北宽750—2000米；随后轴向转为150°，延至砂锅店村东800米处，长约2000米，宽770米。”
- （2）亮甲山—欢喜岭—瓦家山区：“总面积217公顷。东起亮甲山东坡陡崖处，经欢喜岭村东至瓦家山村西山梁上，呈“S”形带状分布，宽250—850米。”
- （3）黑山窑—大洼山区：“总面积155公顷。东起自黑山窑后村西边，沿295°轴向至大洼山西山坡，长约2500米，宽600—800米。”
- （4）鸡冠山区：“总面积166公顷。东起自八岭沟村北西350米处坡脚，向北西向跨越汤河河谷至大平台西侧陡崖。”[3]

## 秦皇岛柳江地学博物馆
秦皇岛柳江地学博物馆位于柳江盆地地质遗迹国家级自然保护区内，隶属河北省国土资源厅。2014年5月18日，正值第38个国际博物馆日，河北省国土资源厅秦皇岛柳江地学博物馆建成开馆，河北省国土资源厅副厅长张国军致辞，并与秦皇岛市政协副主席宋占禹共同为河北省国土资源厅秦皇岛柳江地学博物馆揭牌。
秦皇岛柳江地学博物馆建筑面积8122平方米，由5个单元组成：地球科学厅、柳江盆地地质遗迹厅、岩矿化石标本厅、秦皇岛国家地质公园景观厅、多媒体报告厅。该博物馆通过视频、图版、模型、实物标本、仿真场景等展示了宇宙及太阳系、地球结构、地质作用、生物演化、柳江盆地海陆变迁及其地质遗迹、秦皇岛地质自然景观。
秦皇岛柳江地学博物馆的馆址是秦皇岛中国煤矿工人学校原址，已被列为秦皇岛市文物保护单位。中华人民共和国成立后，国家开始创建各地煤矿工人再教育平台，并筹建专业性煤矿工人学校（简称煤校），其中之一是位于秦皇岛的“中国煤矿工人学校”。1950年12月，中国煤矿工人学校建校，校址在秦皇岛北部抚宁县上庄坨长城煤矿原址，中央人民政府燃料工业部部长陈郁兼名誉校长，中国煤矿总工会主席金直夫兼校长。建校初期，基础设施及校舍简陋，劳动模范、积极分子、工人、在校学生及教职员工亲自参与校舍基础建设。1952年，更名中国煤矿工人速成中学。1959年，改建为秦皇岛企业管理学校，设财务会计、计划统计、物资管理3个专业。1973年，更名河北秦皇岛煤矿学校。1979年，更名秦皇岛煤炭财经学校。1980年，学校向中华人民共和国煤炭工业部申请迁至秦皇岛市区，获得批准，随后校址选在秦皇岛市区的白塔岭，占地面积230亩。1983年以后，学校陆续增加运输、审计、劳资、电子计算机应用、文秘档案5个专业，基本囊括了煤炭企业各管理部门对口专业。1984年，学校改为煤炭工业部秦皇岛煤炭工业管理学校。1987年，新校建成并且部分迁址，进入“ 两地办校” 时期，老校区称“北山校区”。1993年，国务院机构改革，撤销包括煤炭工业部在内的18个工业部委，原部委所属学校都划归所在省份管理。1998年，该校酝酿与昌黎县的河北农业技术师范学院合并。2000年，两校正式合并成“ 河北职业技术师范学院” ，2003年，更名为“河北科技师范学院”。由此学院搬迁，位于柳江北山的老煤校旧址荒废，尚存房屋墙体坚实，布局规范，是1950年代至1960年代典型的校园建筑，校园周边还保留有多处20世纪中期建设的工业、军事场域（包括柳江煤矿旧址、长城水泥厂旧址、秦皇岛北山发电厂旧址、中国人民解放军某部军营旧址等）及早期日式工业建筑（发电站）。